# 3-metileneossindolo reduttasi
La 3-metileneossindolo reduttasi è un enzima appartenente alla classe delle ossidoreduttasi, che catalizza la seguente reazione:
3-metil-1,3-diidroindol-2-one + NADP+ ⇄ 3-metilene-1,3-diidro-2H-indol-2-one + NADPH + H+